# 좋아좋아 (일기예보의 음반)
《좋아좋아》는 대한민국의 3인조 그룹 일기예보가 2인조로 재정비한 후 발표한 첫 음반이자 세 번째 음반이다. 주로 언더그라운드에서 활동하던 일기예보는 이 음반에 수록한 〈좋아 좋아〉와 〈인형의 꿈〉이 함께 히트하면서 비로소 대중에게 널리 알려졌다.

## 의기투합
일기예보 멤버 강현민, 나들(본명: 박영렬), 정구련은 대학 연합 요들송 동아리인 알핀로제에서 만났다. 1989년 MBC 강변가요제 출전을 계기로 의기투합했던 멤버 중 나들은 유재하 음악경연대회 제2회 동상 수상자였고, 강현민은 같은 대회의 제3회 은상 수상자였다.
언더그라운드 공연 위주로 활동했던 이들은 점차 고정 팬을 늘려갔다. 1991년에는 KBS 《노영심의 작은 음악회》에 고정 출연하면서 본격적으로 활동을 시작했다. 일기예보는 1993년 발표한 1집 수록곡 〈아 또 꿈꾸네〉 , 1995년 발표한 2집 수록곡 〈떠나려는 그대를〉 등에서 아름다운 하모니와 서정적인 멜로디가 돋보이는 곡들로 가능성을 인정받았다.

## 수록곡
| #            | 제목                | 작사         | 작곡         | 편곡  | 재생 시간 |
| ------------ | ------------------- | ------------ | ------------ | ----- | --------- |
| 1.           | 〈좋아 좋아〉       | 박영렬       | 박영렬       | 3:26  |           |
| 2.           | 〈인형의 꿈〉       | 강현민       | 강현민       | 4:15  |           |
| 3.           | 〈5.5.5.〉          | 이종만       | 박영렬       | 4:03  |           |
| 4.           | 〈Wish〉            | 강현민       | 강현민       | 4:17  |           |
| 5.           | 〈나의 곁으로〉     | 박영렬       | 박영렬       | 3:54  |           |
| 6.           | 〈후회〉            | 강현민       | 강현민       | 4:14  |           |
| 7.           | 〈넌 너!〉          | 강현민       | 강현민       | 3:43  |           |
| 8.           | 〈방〉              | 박영렬       | 박영렬       | 4:00  |           |
| 9.           | 〈행복하길 바랄게〉 | 강현민       | 강현민       | 4:17  |           |
| 10.          | 〈시작〉            | 박영렬       | 박영렬       | 4:10  |           |
| 총 재생 시간 | 총 재생 시간        | 총 재생 시간 | 총 재생 시간 | 40:19 |           |